# 錞于

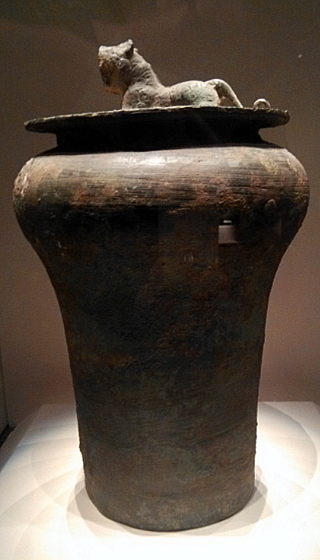
虎钮錞于，拍摄于中国国家博物馆

錞，中国古代的一种打击乐器，最早出现于春秋，盛行于战国两汉。山东、江苏、安徽、湖北、湖南、四川、陕西等地均有出土。錞于最早兴起于北方，在中原地区，錞于主要用于战争和祭祀，其后逐渐向西传播，春秋晚期开始为西南地区的巴人所接受，被用于西南各族的战争、祭祀、诅盟活动之中。此外，巴人的虎钮錞于也是出土数量最多的一类錞于。

## 古籍记载
“錞于”一名，最早见于东周典籍，《周禮·地官·鼓人》记载“以金錞和鼓”，郑玄注“錞，錞于也。圜如碓頭，大上小下，樂作鳴之，與鼓相和。”《国语·晋语》记载“是故伐備鍾鼓，聲其罪也；戰以錞于、丁寧，儆其民也”，韦昭注“丁宁着，谓钲也。”汉代《淮南子·兵略训》记载“两军相当，鼓錞相望”。根据相关记载，錞于为军用乐器，与鼓、钲等配合使用。
到南北朝时期，据《北史·斛斯椿传》记载“乐有錞于者，近代绝无此器，或有自蜀得之，皆莫之识”，即在北方地区，錞于已经十分罕见，一般人都不认识。
在古代的诗词中也多有錞于的出现，如北周庾信《三月三日华林园马射赋》中的“玉律调鐘，金錞节鼓。”唐元稹《代曲江老人百韵》中的“集灵撞玉磬，和鼓奏金錞。”清赵翼《观西洋乐器》诗中的“錞于丁且寧，磬折柎復击。”等。
由于文献记载的语焉不详，导致后世的人们对錞于概念不清，多与钲、铎、鐃等器物相互混淆。例如：唐代徐景安《乐书》认为錞于是“内悬子铃铜舌”的一种器物，此说为《太平御览》沿用；又如，明代王圻《三才图会》所绘錞于为口上顶下倒挂的形制。

## 文物出土

### 分布区域
自宋代以来，在湖南南部、湖北西部、四川东部等地区曾多次发现錞于。北宋洪迈《容斋续笔》曾提到在长阳与慈利地区出土过錞于；《南齐书·祥瑞志》记有四川地区发现一件錞于。
近代以来，随着考古工作的开展，又在多地发掘出土了大量的錞于，如湖南、湖北、四川、贵州、云南、陕西、安徽、江西、广东、广西及山东等地均有出土，分属古代齐、鲁、莒、许、蔡、吴、越、楚、巴、蜀等族活动的区域。
截至2008年，年代最早的錞于出土于陕西韩城梁带村春秋芮国墓葬M27，属春秋早期偏早。1978年，山东沂水刘家店子春秋墓出土一件錞于，圆弧形顶、无盘、顶部有绹索状环钮，安徽宿县出土的一件无钮錞于，都属春秋中期遗物。在安徽宿县卢古城子、寿县蔡侯墓及江苏丹徒王家山、北山顶和广东连平彭山等地，都有春秋晚期的錞于出土，均属春秋中期遗物。
战国时期的錞于则开始向南向西分布，在贵州、湖南、江西等地和陕西汉水流域均有出土。出土的战国晚期及以后的錞于遍布湖北、湖南、贵州、重庆、河南、陕西等地，主要集中于长江中下游地区的黔东、川东、重庆、湘西和鄂东等地。

### 部分錞列表
| 出土时间      | 出土地点                        | 名称         | 描述 | 备注             | 来源              |
| ------------- | ------------------------------- | ------------ | --- | ---------------- | ----------------- |
| 1936年        | 黄岩县路桥镇                    | 汉青铜虎钮錞于 | 高42.3厘米，器顶为折沿平盘，顶正中立一虎形钮。虎阔口，腿前趴后蹲，尾斜垂于地，作欲前扑状。肩部鼓出，腹略向内收束，下腹呈直筒形，中空。全器物表面无纹饰和铭文。 | 现藏于温州博物馆 |                   |
| 1962年        | 贵州松桃县                      | 虎钮编錞于     | 五件一组、大小依次递减 |                  |                   |
| 1972年        | 四川省涪陵县小田溪巴王墓群2号墓 | 虎钮錞       | 墓葬年代约为战国末年或秦初。同时出土的还有一件刻有巴族图符的铜钲。 |                  | [ 7 ] [ 5 ] [ 8 ] |
| 1974年        | 陕西省安康五里月河一带          | 虎钮錞       | 从废旧物资中拣选获得，顶部为椭圆形盘状，肩部突鼓，腹部以下成直桶状，足口平直，周身无纹饰，盘内上塑一尊张口吐舌，清瘦昂立的长尾虎，虎身及头部有几道鱼鳞状阴残斑纹。口径23一27、肩宽30、通身高41.5、椭圆状直径18厘米。                                                 |                  | [ 9 ]             |
| 1978年        | 陕西咸阳市东郊塔儿坡            | 龙钮錞于       | 约为战国晚期至秦代制品。该錞于通高69.6、肩围111、底围118厘米。顶端有盘，钮为一张口、曲颈反转的飞龙。錞于器身饰有叶纹、云纹、焦叶纹等纹饰。 |                  |                   |
| 1981年        | 湖南湘西吉首县                  | 东汉錞于一组   | 共四件、大小有别 |                  |                   |
| 1985年        | 江苏镇江谏壁王家山东周墓        | 虎钮錞于三件   | 大小有序，弧圆形顶，无盘，顶端有虎形钮。錞体上部向前方倾斜。其中较小的一件。肩径22—26.5、底径16.9—20.8、通高43厘米。有云纹、三角云、螺旋纹、鸟纹等多种纹饰。正面肩腹部向前突出部位浮雕人面纹。腹部有一兽形边棱。腹内有两个三角形矫音孔。其造型奇特。属春秋晚期遗物。 |                  |                   |
| 1985年7月30日 | 湖南省利川县凉雾区              | 虎钮錞       | 高62厘米、腹径42厘米、重18公斤，为战国早期巴人遗物。 |                  | [ 10 ]            |

## 形制及使用方式

錞于各部分名称

正如《周礼》郑玄注所说，錞于“圜如碓头（椎头），大上小下”，錞于基本形状就是上大下小，上成圜首，下体收敛成桶状。而顶部的形制则不尽相同，有有钮无盘的，也有有盘无钮的，钮有虎钮、环钮、桥钮、马钮、龙钮、凤钮、蛙钮等形式，尤其以虎钮居多。
通过钮或者盘上的孔，用绳将錞于悬挂在架子上使用。马王堆三号汉墓出土的遗策中“击屯于、铙、铎各一人”的记载，云南晋宁石寨山出土的诅盟场面贮贝器上铸有大群滇人举行宗教仪式的场面，其中有两人合扛一木，下悬一錞于、一铜鼓，铜鼓侧悬，錞于则正吊于横木之上，旁有一人执棰并击之。这些表明，錞于属于打击乐器，靠击打发声。
另据《北史·斛斯征传》记载“以芒筒捋之，其声极振”，《南史·齐始兴王鉴传》记载用盛器置水于錞于之下“以芒茎当心跪注錞于，以手振芒，则声如雷”。

## 图集

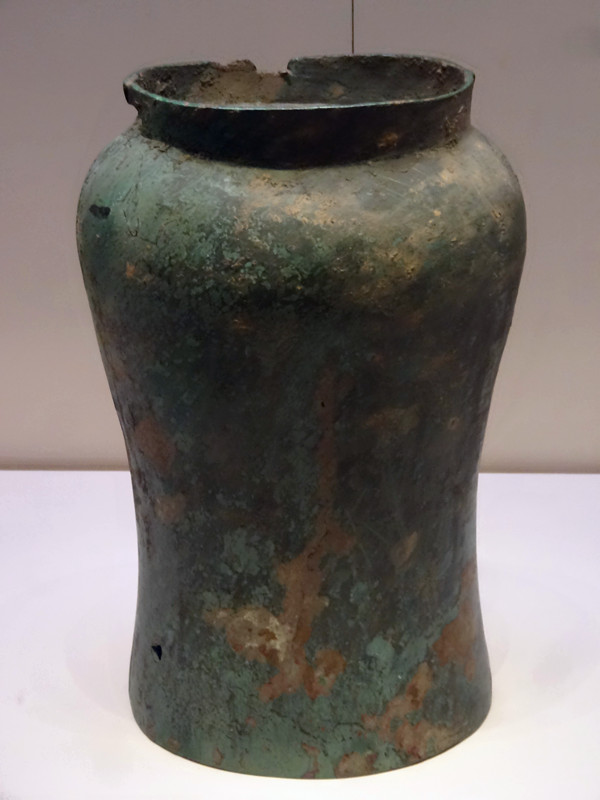
一件有盘无钮的春秋錞于
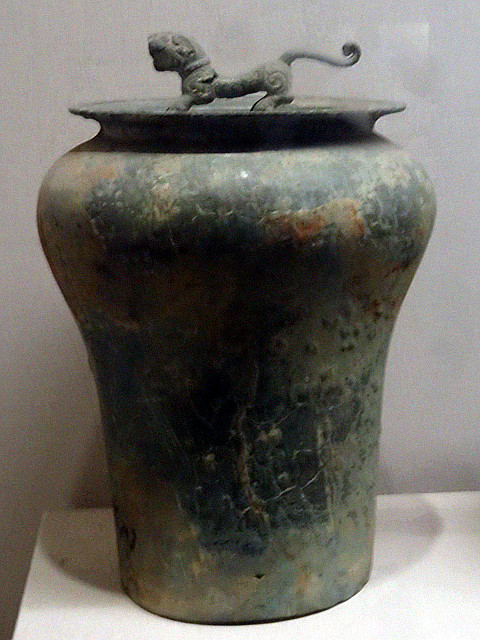
战国虎钮錞于，陕西安康出土
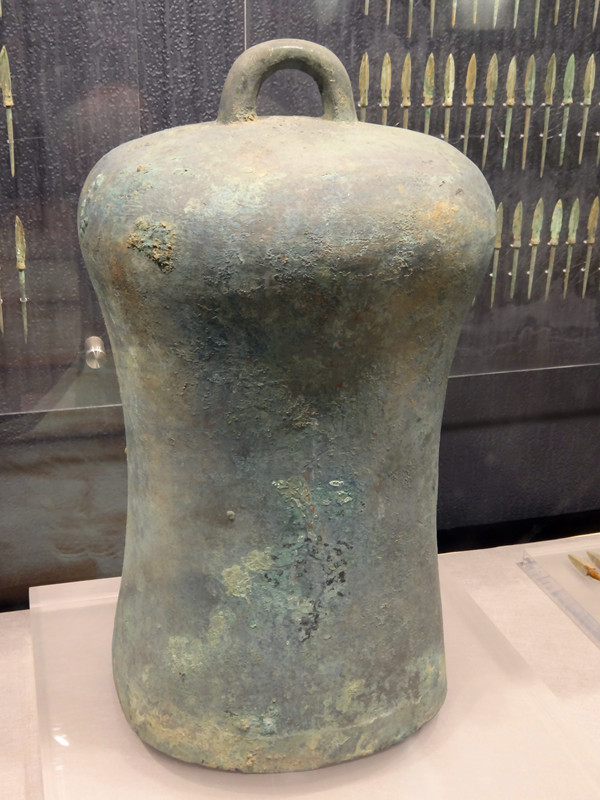
汉代錞于，山东淄博出土
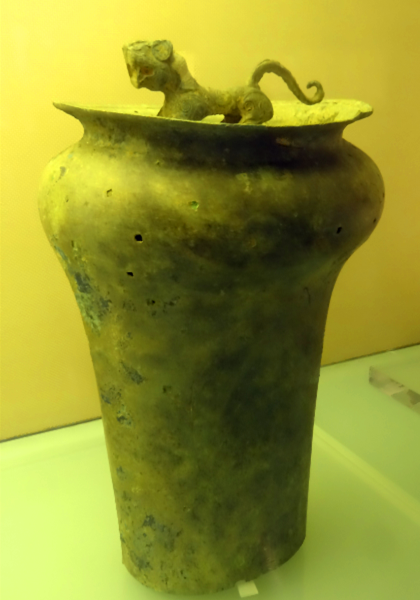
战国虎钮錞于，重庆涪陵出土

## 延伸阅读
[在维基数据编辑]
 《欽定古今圖書集成·經濟彙編·樂律典·錞部》，出自陈梦雷《古今圖書集成》